# Benedum Center
Das Benedum Center (früher als Stanley Theatre bekannt) ist ein Theatergebäude in Pittsburgh im US-Bundesstaat Pennsylvania. Es wurde am 27. Februar 1928 eröffnet und hat zurzeit eine Kapazität von 2.885 Zuschauern. 1987 wurde die 43 Millionen US-Dollar teure Restaurierung abgeschlossen und das Theater wurde in „Benedum Center“ umbenannt. Noch zuvor wurde es vom Billboard-Magazin als „Nummer-Eins-Auditorium der USA“ bezeichnet. Zurzeit werden vor allem klassische Werke und Ballette aufgeführt.
Es ist jedoch auch in der Rock- und Reggaeszene bekannt. Grateful Dead spielten zwei legendäre Konzerte im Stanley Theatre. Zudem hatte hier der Reggaestar Bob Marley am 23. September 1980 seinen letzten Auftritt, bevor er im Mai 1981 starb.